# Polygala arvensis
Polygala arvensis är en jungfrulinsväxtart som beskrevs av Carl Ludwig von Willdenow. Polygala arvensis ingår i släktet jungfrulinssläktet, och familjen jungfrulinsväxter. Inga underarter finns listade i Catalogue of Life.